# Comté d'Amite
Le comté d'Amite est situé dans l’État du Mississippi, aux États-Unis. Il comptait 12 720 habitants en 2020. Son siège est Liberty.